# George Santayana

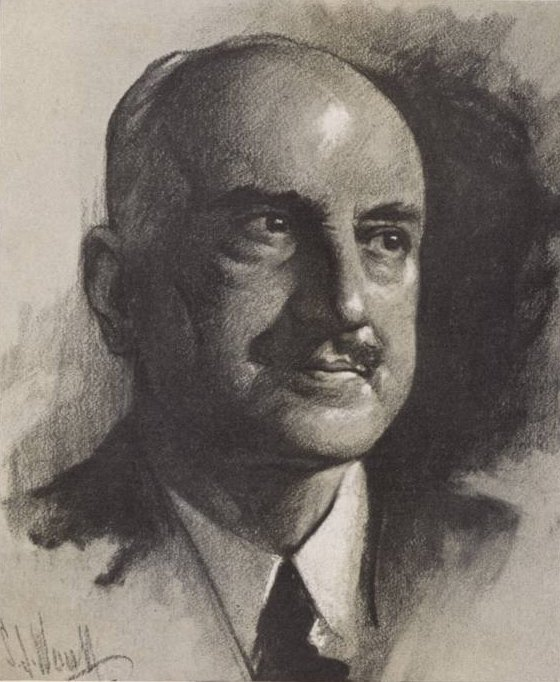
George Santayana

George Santayana (* 16. Dezember 1863 in Madrid; † 26. September 1952 in Rom; eigentlich Jorge Agustín Nicolás Ruiz de Santayana) war ein spanischer Philosoph, Schriftsteller und Literaturkritiker. Santayana ist einer der einflussreichsten Vertreter der amerikanischen Philosophie des 20. Jahrhunderts und gilt ebenso als führender Vertreter des kritischen Realismus.

## Biografie
Jorge Santayana wurde in Spanien geboren und blieb zeitlebens spanischer Staatsbürger. Sein Vater, Agustín Ruiz de Santayana, kam aus der diplomatischen Gesellschaft Spaniens, studierte Rechtswissenschaft in Madrid und erhielt eine Ausbildung zum professionellen Maler. Nach drei Weltreisen war er als Gouverneur von Batang, einem Stadtteil von Irosin auf Luzon (Philippinen), tätig. Santayanas Mutter, Josefina Borrás, war die Tochter eines spanischen Beamten und wuchs in den Philippinen auf.
Seine Eltern wanderten mit ihm 1872 nach Boston, USA aus. Hier anglisierte man seinen Vornamen zu George, unter dem er später im englischen Sprachraum bekannt wurde. Er studierte zunächst an der Boston Latin School und danach unter William James an der Harvard University. Nach seinem Abschluss an der Harvard im Jahre 1886 studierte er für knapp zwei Jahre in Berlin und schrieb dort seine Dissertation über die Philosophie von Rudolf Hermann Lotze, die er 1890, zurück in Harvard, einreichte und daraufhin Mitglied der philosophischen Fakultät wurde.
1912 nutzte Santayana die Erbschaft nach dem Tode seiner Mutter, um die von ihm ungeliebten akademischen Zwänge hinter sich zu lassen. Zunächst lebte er einige Jahre in Paris, später in Oxford, bevor er sich 1925 in Rom niederließ. Er kehrte nicht wieder in die USA zurück und hatte auch nie die amerikanische Staatsbürgerschaft angenommen. Während der 40 Jahre in Europa schrieb er 19 Bücher und hatte mehrere akademische Positionen inne. Nachdem George Santayanas Bemühungen gescheitert waren, Europa vor Ausbruch des Krieges in Italien zu verlassen, zog er sich bis zu seinem Tod 1952 in das katholische Pflegeheim des „Klosters der blauen Nonnen“ in Rom zurück.
Santayana war nie verheiratet. Aufgrund von einigen Äußerungen gehen viele Biographen von einer homosexuellen Orientierung Santayanas aus.
Auch Schüler Santayanas kamen zu Ruhm und Ehre; die bekanntesten sind T. S. Eliot und Walter Lippmann, aber auch Harry Austryn Wolfson, Gertrude Stein und Wallace Stevens zählen dazu.
1943 wurde er als Ehrenmitglied in die American Academy of Arts and Letters gewählt.

## Werk und Bedeutung

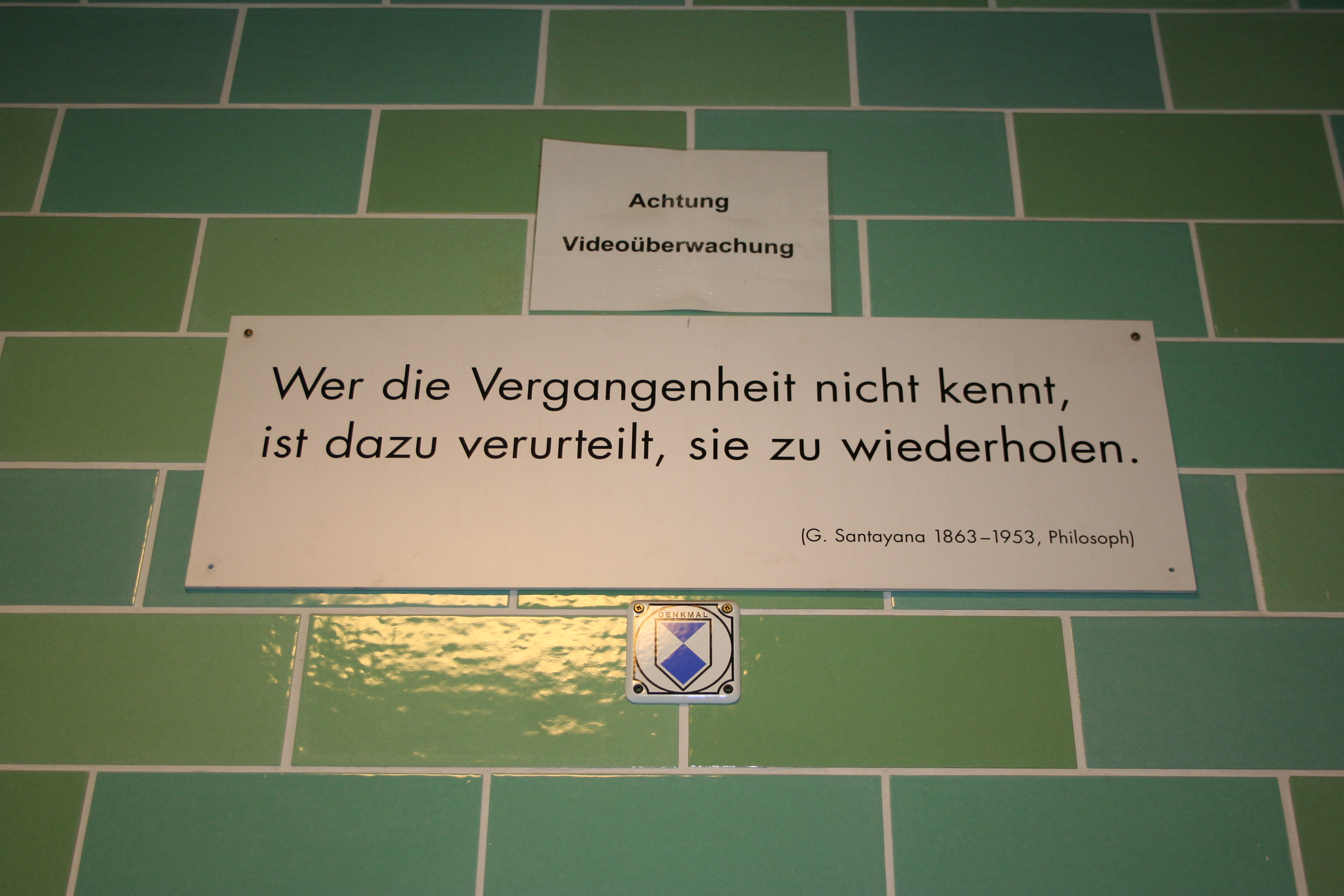
Zitat von George Santayana in der Berliner U-Bahn-Haltestelle Gesundbrunnen. Über dem Zitat, das auch heißen kann: Wer sich der Geschichte nicht erinnert, ist dazu ewig verdammt, sie zu wiederholen, wurde ein Hinweis auf Videoüberwachung angebracht.

George Santayanas erstes Buch, Sonnets and Other Verses (1894), ist ein Gedichtband. Bis zur Jahrhundertwende blieben Dramen und Poesie seine hauptsächlichen Veröffentlichungen (z. B. Lucifer: A Theological Tragedy, 1899). Mit ihrer naturalistischen Grundhaltung gelten diese Werke als wegweisend für die moderne Literatur. Erst ab 1904 wandte sich Santayana mit ganzer Aufmerksamkeit der Philosophie zu. Die Erfassung und Darstellung der Beziehungen zwischen Literatur, Religion und Philosophie blieb in der Folge sein wichtigstes Anliegen.
1896 veröffentlichte Santayana mit The Sense of Beauty eine Zusammenfassung seiner Vorlesungen zu Ästhetik, die er an der Harvard University gehalten hatte. Thema des Buches ist die Natur und Herkunft von Schönheit als menschliches Empfinden. Die besondere Bedeutung in seinem historischen Kontext ist, dass die Frage nach Schönheit als Subjekt der Wissenschaft behandelt wird. Die Rolle von Gott wird damit eine metaphorische statt metaphysische. Das Empfinden von Schönheit wird von Santayana als mit Genuss (pleasure) verbunden beschrieben, ohne dass es allein aus angenehmen Erfahrungen entstünde; Schönheit sei die „Objektifizierung“ von Genuss (pleasure) und damit Manifestation des Perfekten.
Santayana distanzierte sich später von den in diesem Buch dargelegten Ansichten und behauptete nach einer Anekdote von Arthur C. Danto sogar, das Buch sei nur auf Druck der Fakultät hin entstanden.
In Interpretations of Poetry and Religion (1900) entwirft George Santayana eine naturalistische Deutung von Dichtung und Religion. Beide sind demnach ausdrucksstarke Feiern des Lebens (expressive celebrations of life), dagegen liefert die Wissenschaft Erklärungen der natürlichen Phänomene. Werden jene beiden jedoch als Wissenschaft missverstanden, so verlieren sie ihren Wert und ihre Schönheit. Dabei gründen Dichtung und Religion im Bewusstsein, das durch die Interaktion des Menschen mit seiner Umwelt entstanden ist. Dichtung und Religion erhalten so bei Santayana eine naturalistische Basis und sind in ihrer Bedeutung identisch. Das Buch hat teils heftige Reaktionen hervorgerufen. William James nannte es die „Perfektion der Fäulnis“ (perfection of rottenness); Henry James dagegen schrieb, er würde „durch London kriechen“, um mit Santayana über das Buch sprechen zu können.
In seinem ersten kulturphilosophischen Hauptwerk The Life of Reason (1905/6) entwarf Santayana eine systematische Darstellung seiner ethischen Philosophie und begründete gleichzeitig seinen Ruf als einer der wichtigsten Philosophen des neuen Jahrhunderts. Ausgehend von den natürlichen Gegebenheiten versuchte er dort, die Ursprünge und Bedeutung von Wissenschaft, Kunst und Religion zu erschließen. Dabei erscheinen diese Bereiche zwar als unterschiedliche, aber dennoch gleichwertige Komponenten einer symbolistischen Philosophie.
In The Life of Reason erscheint auch die bekannte Warnung Santayanas: „Wer sich nicht der Vergangenheit erinnert, ist verurteilt, sie zu wiederholen“ (“Those who cannot remember the past are condemned to repeat it”). Dieses Zitat wird heute meist in einem historisch-moralischen Sinn verwendet. Im originalen Zusammenhang argumentiert Santayana damit jedoch gegen einen naiven Fortschrittsglauben und gleichzeitig gegen den Perfektionismus und Idealismus des Christentums. Diesen gegenüber setzt er einen Pragmatismus, der Fortschritt nur kennt als eine Veränderung, die auf dem Bewusstsein der Vergangenheit beruht. Ohne diese Erinnerung, d. h. ohne diese Geisteshaltung, gibt es keinen Fortschritt und kein Lernen aus der Erfahrung.
Eine vielbeachtete literaturkritische Arbeit veröffentlichte Santayana 1910 mit Three Philosophical Poets. Anhand von Lucretius, Dante und Goethe zeichnet er die Hauptströmungen der spekulativen, westlichen Philosophie nach: Materialismus und Naturalismus, Platonismus und Christentum, sowie Idealismus und naturphilosophische Romantik.
Der 1935 veröffentlichte Bildungsroman The Last Puritan („Der letzte Puritaner“) war ein internationaler Erfolg, blieb aber sein einziger Roman. Viele Elemente darin sind autobiographisch angelegt und reflektieren Santayanas Beziehungen zu Amerika.
Sein Buch Die Christusidee in den Evangelien sei „ein großartiger Vorstoß zu einer poetischen Theologie des Christentums“, urteilte Alois Dempf.

## Philosophie

### Naturalismus
In seiner Autobiographie betont Santayana eine konsequente Kontinuität in seiner Entwicklung von einem Idealismus seiner Kindheit, über einen intellektuellen Materialismus, hin zu einer vollständig ausgeformten naturalistischen Perspektive als Erwachsener. Eine umfassende Darstellung seines Materialismus entwickelt er erst mit Scepticism and Animal Faith 1923. Wissen und Glauben sind für Santayana hier nicht die Folge von rationaler Argumentation. Ebenso lehnt er ausgefeilte erkenntnistheoretische und metaphysische Begründungen ab. Grundlage des Wissens seien vielmehr die natürlichen Gegebenheiten und ein sogenannter „Animal Faith“, ein grundlegender, instinktiver und nicht-rationaler Glaube an die Existenz der Welt und dem pragmatischen Ansatz zum Handeln und Wissen. Letztlich leitet sich so auch der Sinn und Wert einer Handlung aus unserer physischen Verfassung und natürlichen Umgebung ab.
Im Rahmen des „Animal Faith“ argumentiert auch der kritische Realist Santayana. Die Dinge der Welt können zwar illusorisch sein, aber der Glaube daran beruht auf einem „rationalen Instinkt“, der durch den pragmatischen Erfolg begründet ist. Es gibt also nach Santayana unvermeidliche Überzeugungen, die durch unsere Natur determiniert sind.
Die Psyche ist für Santayana eine materielle Manifestation des Geistes (org. mind) und ein Bündel an Überzeugungen, die ein Individuum charakterisiert.

### Ontologie
George Santayana ist einer der wenigen Philosophen des 20. Jahrhunderts, der ein komplettes metaphysisches System ausgearbeitet hat. Hierin entwirft er eine umfangreiche Ontologie und unterscheidet dabei in vier Seinsbereiche. Die Terminologie ist dabei an die antike Verwendung der Begriffe angelehnt.
Wesen (Essence)
Essenz definiert Santayana als das, was im umfassendsten Sinn existiert. Alles wird nur über das Wesen vermittelt erfahren. Richtet sich das Bewusstsein nur auf das Wesen, so schwindet alles Wissen, das nach Santayana ein durch Symbole vermittelter Glaube ist. Das Bewusstsein für Essenz ist nur das Bewusstsein selbst.
Materie (Matter)
Materie ist zwecklos und „unverständlich irrational“. Auch das Wissen um die Materie ist für Santayana ein symbolisches. Somit ist das Wissen der (Natur-)Wissenschaft nicht anders symbolisch als das Wissen der Poesie und Religion. In diesem Sinne ist Santayanas Materialismus nicht-reduktiv. Materie ist für ihn die Grundlage aller Existenz und als solche auch der Ursprung der Natur, des Geistes und der Moral und die einzige wirksame Substanz.
Wahrheit (Truth)
Angelehnt an den Seinsbereich des Wesens ist die Wahrheit quasi das Bindeglied zwischen Materie und Wesen. Wahrheit für Santayana ist voll und ganz objektiv und nicht reduzierbar auf Erfahrung.
Geist (Spirit)
Die Begriffsbestimmung von Geist entspricht im Wesentlichen der allgemeinen alltäglichen Bedeutung von Bewusstsein. Der Seinsbereich des Geistes zeigt somit eine stärkere Affinität zum Seinsbereich Materie.

### Epiphänomenalismus und Panpsychismus
Manche Philosophen charakterisieren das Verhältnis von Geist und Materie in Santayanas Denken als einen Epiphänomenalismus. Jedoch verstand er selbst Geist nicht als ein Objekt, auf das eine Wirkung bestehen kann. Das wahre Wesen des Geistes ist es demnach, der Welt Sinn zu verleihen. Santayana hat sich dabei auch explizit als Gegner panpsychistischer Auffassungen positioniert. Timothy Sprigge weist aber darauf hin, dass in der Ontologie Santayana ultimate events („endgültige Ereignisse“) einen Effekt (auf das Wesen) haben können, der durch eine naturalistische Auffassung nicht plausibel ist. In diesem Sinn spricht er von einem „unwissentlichen Hauch von Panpsychismus“ in Santayanas Denken.

## Werke (Auswahl)
- The Sense of Beauty (1896)
- The Life of Reason (1905/06)
- Three Philosophical Poets (1910)
- Egotism in German Philosophy (1916)
- Soliloquies in England and Later Soliloquies (1922)
- Scepticism and Animal Faith (1923)
- Dialogues in Limbo (1925)
- Platonism and the Spiritual Life (1927)
- The Realms of Being (1927)
- The Realm of Matter (1930)
- Some Turns of Thought in Modern Philosophy (1933)
- The Last Puritan. A Memoir in the Form of a Novel (1935) (Deutsch: Der letzte Puritaner. Die Geschichte eines tragischen Lebens.)
- Obiter Scripta (1936)
- Die Spanne meines Lebens. Aus dem Amerikanischen von Wolfheinrich v. d. Mülbe. Hamburg 1950.
- Die Christusidee in den Evangelien. Ein kritischer Essay. München 1951.